# كارتر أشتون
كارتر أشتون هو لاعب هوكي الجليد كندي، ولد في 1 أبريل 1991 في وينيبيغ في كندا.

## وصلات خارجية
- كارتر أشتون على موقع دوري الهوكي الوطني (الإنجليزية)
- كارتر أشتون على موقع EliteProspects.com (الإنجليزية)
- كارتر أشتون على موقع HockeyDB.com (الإنجليزية)
- كارتر أشتون على موقع Hockey-Reference.com (الإنجليزية)